# Operació Destral de Guerra
L'Operació Destral de Guerra (anglès:  Operation Battleaxe), també anomenada batalla de Sollum va ser una operació duta a terme per l'exèrcit britànic durant la Segona Guerra Mundial el juny de 1941, amb l'objectiu de netejar la Cirenaica oriental de tropes alemanyes i italianes; un dels principals objectius seria alleugerir el setge de Tobruk. Per primera ocasió en la guerra, les forces alemanyes van lluitar principalment a la defensiva.
L'operació no va tenir èxit perquè les forces britàniques van llançar els seus assalts inicials contra posicions defensives de gran fortalesa creades pel General Erwin Rommel. Els britànics van perdre gairebé la meitat dels seus tancs el primer dia, i només van aconseguir la victòria en un dels 3 objectius. El segon dia va acabar en taules, havent de retrocedir al seu flanc oriental, però rebutjant un contraatac alemany al centre. El tercer dia, els britànics amb prou feines van evitar el desastre en retirar-se amb èxit abans que es completés un moviment alemany per encerclar-los, que els hagués privat completament de la possibilitat de retirar-se.
El fracàs de l'operació comportà la substitució del general britànic Archibald Wavell, llavors comandant en cap de l'Orient Mitjà.

## Rerefons

### Fets que van portar aDestral de Guerra
A finals de març de 1941, poc després de l'arribada de les tropes alemanyes (el Deutsches Afrika Korps) a Trípoli, el general Rommel, encara que tenia ordres de restar a la defensiva, capturà ràpidament la posició britànica d'El Agheila situada al front, iniciant una ofensiva que a mitjans d'abril l'havia fet arribar fins a Sollum, a Egipte. L'única posició defensiva que els restava als Aliats a Líbia era l'àltament fortificat port de Tobruk, que Rommel havia envoltat i posat sota setge. La resposta aliada quedà reservada en un principi a la RAF.
Després d'haver estat informat pel general Wavel que les forces britàniques del Desert Occidental eren molt inferiors a les de l'Eix, Churchill ordenà que un comboi de tancs i Hawker Hurricanes, navegués per la Mediterrània per portar subministraments als britànics. L'alt comandament alemany (l'Oberkommando der Wehrmacht), també amoïnat per les accions de Rommel, envià al General Friedrich Paulus perquè investigués realment quina era la situació.
El 12 de maig, el comboi Tigre arribà a Alexandria, portant 238 tancs i 43 Hurricanes (van perdre's 57 tancs i 10 Hurricanes quan el New Zealand Star topà amb una mina; la tripulació se salvà). Va haver-hi diversos retards en descarregar els tancs, a part que se'ls hagué de modificar per a la guerra del desert, la qual cosa comportà que el primer dia en què Destral de Guerra podia llançar-se era el 10 de juny. Els tancs van emprar-se per reconstruir la 7a Divisió Blindada, que havia estat allunyada de l'acció des de febrer, a causa del fet que principalment li mancaven tancs després de l'Operació Compass. Després de Compass, el personal de la divisió havia estat distribuït a altres tasques, i per tant, ara caldria reorganitzar i reentrenar tota la divisió per tenir-la a punt per a la batalla que s'apropava.
També el 12 de maig, el General Paulus, després de veure un dels intents fallits de Rommel per assaltar Tobruk, envià un informe a l'OKW descrivint com a feble la posició de Rommel, amb una mancança crítica de combustible i munició. Com a resposta, i davant la imminent invasió de la Unió Soviètica, el Mariscal Walther von Brauchitsch, comandant en cap del Wehrmacht Heer, ordenà a Rommel que no avancés cap a Tobruk ni que el tornés a atacar, sinó que es dediqués a conservar la seva posició i a conservar les seves forces.
Via les interceptacions d'Ultra, els britànics també reberen l'informe de Paulus, i Churchill, creient que un cop fort podria desbaratar les forces alemanyes, començà a incrementar la pressió sobre el general Wavell perquè passés immediatament a l'ofensiva. Wavell preparà ràpidament l'Operació Brevetat, una operació limitada amb intenció d'assetjar Sollum, el pas de Halfaya i fort Capuzzo, llavors continuant per avançar fins a Sidi Aziez i cap a Tobruk, sempre que els ho permetessin els subministraments i mentre no s'arrisquessin massa les pròpies forces; amb l'objectiu final de destruir tant equipament de l'Eix com fos possible i assegurés un punt de partida per a la major Operació Destral de Guerra, que hauria de llançar-se un cop els nous tancs estiguessin disponibles. Brevetat començà el 15 de maig i en un inici tingué èxits, amb les conquestes de Fort Capuzzo i el pas d'Halfaya. No obstant això, l'endemà, el General William Gott, amoïnat perquè la 22a Brigada de Guàrdies pogués ser agafada en camp obert si els alemanys atacaven amb tancs, decidí dirigir tot l'exèrcit cap al Pas de Halfaya i l'operació finalitzà oficialment el 17 de maig, amb l'única conquesta definitiva del Pas, que va ser reconquerit pels alemanys el 27 de maig durant l'operació Skorpion .
A finals de maig, l'illa de Creta havia estat conquerida pels alemanys. Això volia dir que la Luftwaffe tindria més aeròdroms per amenaçar la navegació aliada, així com per protegir els seus propis combois de subministraments cap a la Cirenaica. Retardar Destral de Guerra equivaldria a haver d'encarar una major oposició alemanya. Per evitar-ho, els Caps d'Estat Major britànics decidiren que era imperatiu que es controlés la zona disputada entre Solum i Derna.

### Els Plans Aliats

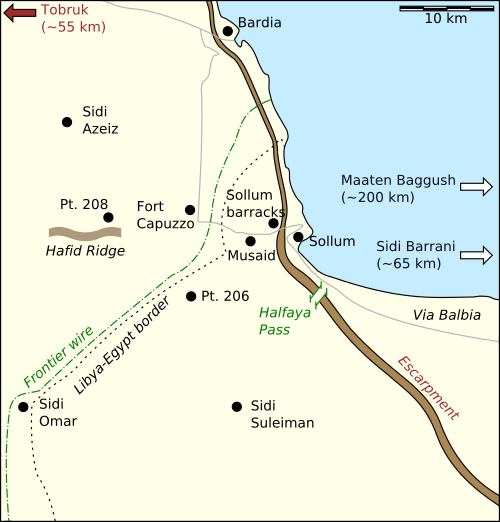
La zona fronterera disputada de l'Operació Destral de Guerra

El 28 de maig, Wavell ordenà que s'ultimessin els plans per l'Operació Destral de Guerra  Consistia en 3 etapes: a la primera, l'enemic havia de ser derrotat a la frontera i la zona que comprenia Halfaya, Sollum, Capuzzo i Sidi Aziez havia de quedar assegurada. En la segona, el XIII Cos havia d'avançar i assegurar la zona entre Tobruk i El Adem. Un cop s'hagués completat tot això, haurien de capturar-se les zones de Derna i Mechili.
A l'etapa inicial, les forces britàniques avançarien en un assalt en 3 direccions, per netejar la regió fronterera. Al centre i a través de la costa hi havia dos grups, la Coast Force i la Escarpment Force. La primera era responsable de capturar el Pas de Halfaya, mentre que la segona hauria de conquerir la resta de la frontera (Fort Capuzzo, Musaid i Sollum). El Grup de la 7è Brigada Blindada, amb el suport d'artilleria, hauria de destruir els panzers de Rommel, que es creien al Hafid Ridge; a més del fet que, en fer-ho, envoltarien les unitats de l'Eix a la frontera entre ells i la resta de forces britàniques.
Després de capturar la frontera, les brigades de la 7a Blindada continuarien cap al nord per rellevar Tobruk. Un cop s'haguessin unit amb la guarnició de Tobruk, les forces combinades es dirigirien cap a l'oest, fent retrocedir als alemanys fins al màxim que s'aconseguís.
Al capdavant de tota l'operació terrestre hi havia el tinent general Noel Beresford-Peirse, comandant del XIII Cos britànic (Força del Desert Occidental). El Major General Frank Messervy comandava la Coast Force i la Escarpment Force, mentre que el major general Michael O'Moore Creagh comandava el Grup de la 7a Brigada Blindada i el Grup de Suport.
Tres dies abans de l'inici de Destral de Guerra, per ajudar a colpejar les tropes de l'Eix, la RAF va usar els seus bombarders per atacar Benghazi, mentre que la resta d'avions capaços de llançar atacs sobre terra van ser destinats a atacar els moviments enemics a la frontera. Un cop sinicià la batalla, els caces van començar a patrullar sobre les forces aliades en missions defensives, mentre que els bombarders mitjans estaven preparats per assistir l'exèrcit atacant les columnes enemigues. Com que Destral de Guerra tenia prioritat absoluta, el Mariscal en Cap de l'Aire Tedder, Comandant en Cap de les Forces Aèries a l'Orient Mitjà, va rebre instruccions dels Caps d'Estat Major perquè acceptés riscos en altres teatres per dirigir tot el suport aeri possible.
Tant Beresford-Peirse com Tedder van situar els seus quarters generals a la rereguarda de l'atac, a Sidi Barrani i a Maaten Baggush, respectivament. Beresford-Peirse va escollir Sidi Barrani, encara que es trobava a 5 hores de conducció del camp de batalla, no només perquè era l'aeroport per llançar vols de reconeixement més avançat disponible, sinó que també perquè era la posició més avançada des d'on podia mantenir comunicacions amb l'encara més distant Maaten Baggush.
Aquest pla es basava en la informació de la intel·ligència de Wavell (que era escassa donades les mancances de material apropiat i de pilots entrenats per dur a terme missions de reconeixement fotogràfic), que indicava incorrectament que dos terços de les forces blindades alemanyes estaven situades als voltants de Tobruk; la qual cosa li hagués donat un avantatge material decisiu en la regió fronterera.
L'atac estava inicialment programat perquè s'iniciés el 7 de juny, però es retarda per la insistència del General O'Moore Creagh, els esquadrons del qual no van rebre els seus tancs fins al 9 de juny. La nova data va ser fixada pel 15 de juny, donant a Creagh només 5 dies per entrenar les seves tripulacions.

### Els preparatius de l'Eix

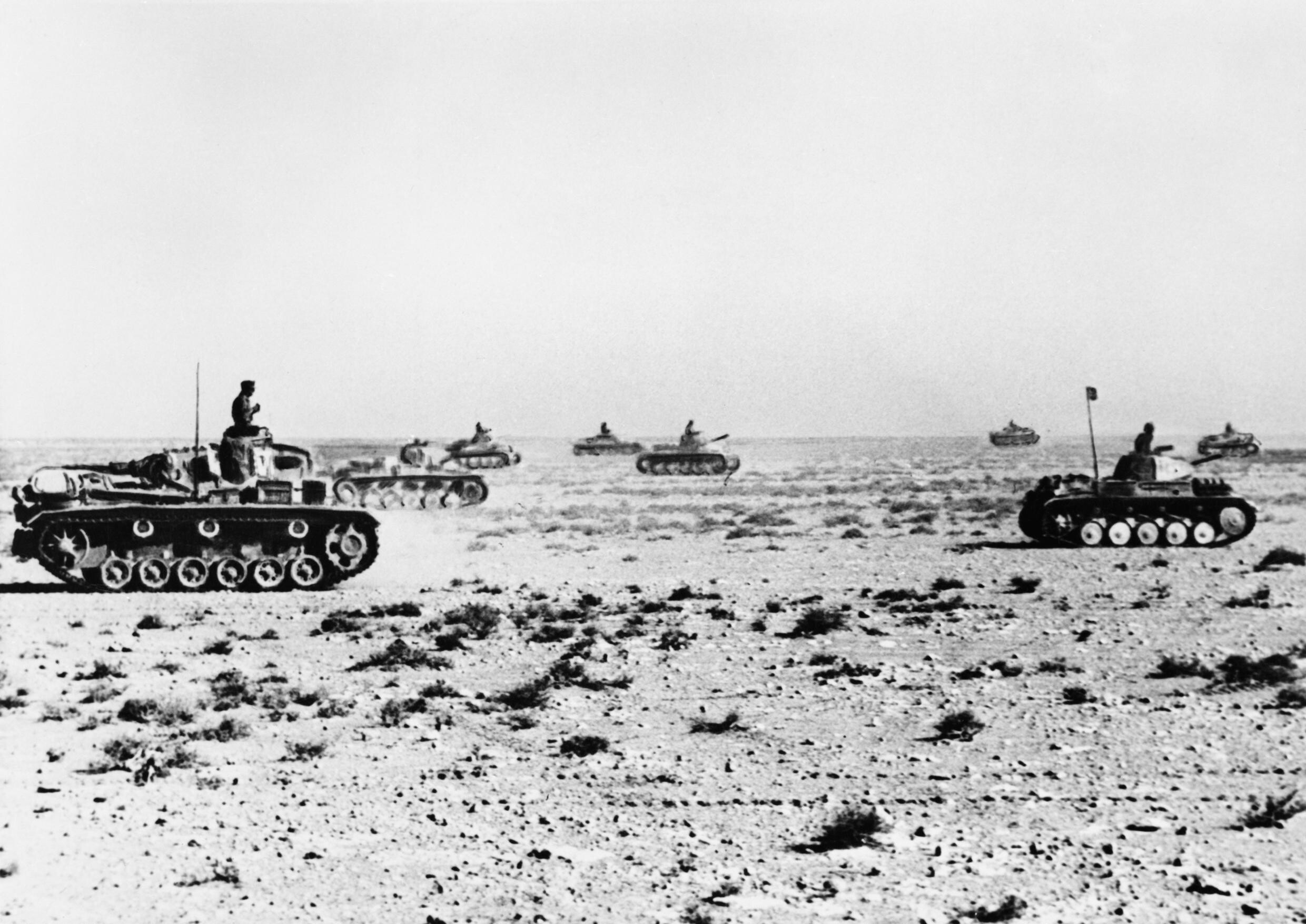
Tancs alemanys avançant pel desert poc abans de la Batalla de Sollum

Tot i que Brevetat va fracassar en l'intent de conquerir territori britànic, Rommel va poder comprovar que les defenses de la línia del front eren molt fàcils de ser superades. Anticipant-se a possibles atacs britànics des d'Egipte, Rommel aprofità les lliçons que havia après en els seus atacs inútils sobre Tobruk per procedir a crear una línia de posicions fortificades des de Halfaya fins a Sidi Azeiz, situant diversos canons i mines anti-tanc al Pas de Halfaya, sobre la Cota 206 (al sud de Forth Capuzzo), i sobre la Cota 208 (a l'oest de Fort Capuzzo, sobre el Pas de Hafid). La responsabilitat principal de la defensa fronterera requeia sobre la 15a Divisió Panzer, que recentment havia rebut un nou comandant, el General Walter Neumann-Silkow, integrat el 8 de juny.
Una espenta considerable pels preparatius de Rommel vingué de la feblesa dels senyals de seguretat de la 7a Divisió Blindada, donant a Rommel 9 hores d'anticipació del coneixement de l'operació, incloent les disposicions, les intencions i els objectius. Amb aquesta informació, situà la 5a Divisió Lleugera al sud de Tobruk, preparada per ser usada tant cap a la zona de Sollum o al mateix Tobruk, segons quina fos la situació. També ordenà un llarg bombardeig d'artilleria sobre Tobruk la nit abans de l'operació per tal d'evitar que la guarnició aliada intentés unir-se a l'atac.
A partir d'aquell moment, la preocupació principal de Rommel tenia una natura més logística:
| « | Desafortunadament, les nostres reserves de combustible eren molt baixes, i contemplàvem l'esperat atac britànic amb certa ansietat, doncs sabíem que els nostres moviments estarien més decidits per les existències de combustible que no pas pels requeriments tàctics. | » |

## Forces participants

### Les Forces Aliades
Les forces britàniques estaven formades principalment per la 4a Divisió Índia d'Infanteria (Major-General Frank Messervy), la 7a Divisió Blindada (Major-General Sir Michael O'Moore Creagh) i la 22a Brigada de Guàrdies, totes elles part de la XIII Cos del Tinent General Noel Beresford-Peirse, el qual també comandava totes les forces terrestres de Destral de Guerra.
Tant la 4a d'infanteria com la 7a blindada estaven incompletes. La 4a Índia només tenia una de les seves brigades, l'11a brigada, mentre que les altres dues, la 5a brigada i la 7a brigada estaven, respectivament, a Síria i a l'Àfrica Oriental. Per compensar-ho, tenia la 22a brigada de guàrdies i la 4a brigada blindada (de la 7a Divisió blindada). La 7a Blindada només tenia dues brigades, en comptes de les 3 habituals, estant composta per la 7a Brigada Blindada i el Grup de Suport de la Divisió. Els batallons de tancs de la 4a Brigada Blindada van ser distribuïts entre la Força Costanera de Messervy i la Força Escarpa.
- 7è Grup de Brigades Blindades
  - 7a Brigada Blindada
    - 2n Reial Regiment de Tancs
    - 6è Reial Regiment de Tancs

  - 7è Grup de Suport
    - 1r batalló d'infanteria The King's Royal Rifle Corps
    - 2n batalló d'infanteria The Rifle Brigade
    - 3r Regiment Royal Horse Artillery
    - 4t Regiment Royal Horse Artillery
    - 1rs Regiment d'Artilleria Antiaèria lleuger, Artilleria Reial
- Força d'Escarpa
  - 22a Brigada de Guàrdies
    - 2n batalló d'infanteria Scots Guards
    - 3r batalló d'infanteria Coldstream Guards
    - 1r batalló d'infanteria The Buffs

  - 4a Brigada Blindada equipada amb tancs Matilda
    - 4t Regiment Reial de tancs (sense 19 tancs)
    - 7è Regiment Reial de tancs
- Força Costanera
  - Grup de Halfaya
    - 2n batalló d'infanteria Queen's Own Cameron Highlanders
    - Esquadró C del 4t Regiment Reial de tancs (13 tancs)

  - 11 Grup de Brigada d'Infanteria Índia
    - 1r/6è Batalló d'Infanteria Rajputana Rifles
    - 2n/5è Batalló d'Infanteria Mahrattas

En termes d'aviació, les forces terrestres rebrien el suport de 6 esquadrons de caces i 8 de bombarders del 204t Grup de les Forces Aèries Aliades.
En total, les forces britàniques destinades a l'operació eren 20.000 tropes d'infanteria, uns 190 tancs (90 creuers i 100 d'infanteria), 98 caces i 105 bombarders. Dels tancs de creuer, 38 eren els vells Mk I, II and III/IV, mentre que 50 eren del nou model Crusader.
En termes de la qualitat dels seus tancs, el General Wavel expressava grans dubtes:
| « | Els nostres tancs d'infanteria són massa lents per a una batalla al desert, i han patit considerables baixes pel foc dels poderosos canons antitanc enemics. Els nostres creuers tenen un lleuger avantatge en potència o velocitat respecte als tancs mitjans alemanys. Les fallades tècniques encara són massa freqüents | » |

.

### Les forces de l'Eix
Amb la 5a Divisió Lleugera mantinguda en reserva, la defensa inicial de la frontera recauria sobre la 15a Divisió Panzer. La principal unitat era el 8è Regiment Panzer, que tenia un centenar de tancs ((tot i que només la meitat eren els models Panzer III o Panzer IV. La major part de la resta d'unitats de la divisió estaven disperses per diversos punts forts, pels quals Rommel havia establert una línia defensiva. A més, la Divisió Trento italiana es trobava sota el control operatiu de la 15a Divisió Panzer; mentre que la majoria de la divisió estava estacionada a Bardia, 3 batallons d'infanteria i un regiment d'artilleria van ser situats a la zona de Sollum-Musaid-Capuzzo area.
La principal unitat de la 5a Divisió Lleugera era el 5è Regiment Panzer, que tenia 96 tancs, dels quals 57 eren artillers. Les forces totals de l'Eix per a l'operació eren de 13.200 homes (5.700 alemanys i 7.500 italians), uns 196 tancs (89 lleugers i 107 artillers), 130 caces (60 alemanys i 70 italians) i 84 bombarders (59 alemanys i 25 italians).

## Transcurs de la batalla

### Dia 1: 15 de juny

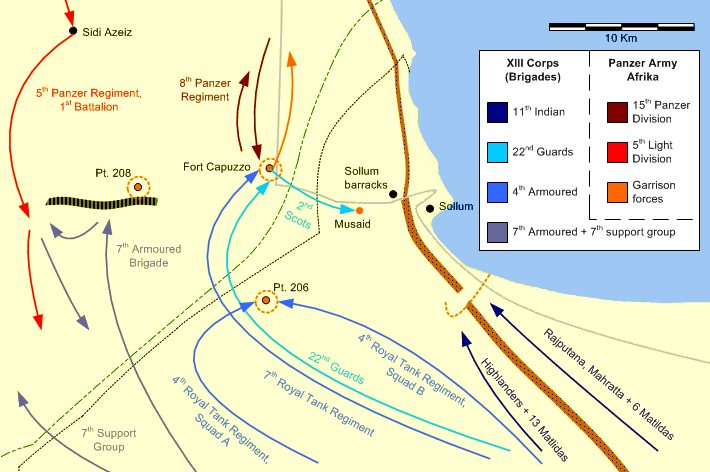
El primer dia de l'Operació Destral de Guerra

#### Els aliats estableixen la superioritat aèria
Per a les Forces Aèries Aliades, el primer dia tot va rutllar segons els plans. Totes les columnes de subministraments i els camps d'aviació van ser repetidament atacats des de l'inici i, a partir del quinzè dia, les columnes britàniques podien moure's sense molèsties des dels seus punts de partida a Sofafi i a Buq-Buq cap als seus destins, gràcies als caces aliats. Els avions enemics van quedar limitats a només 6 atacs durant tot el primer dia.

#### L'atac fracassat al Pas de Halfaya
A l'extrem oriental, a les 05:15, la Força Costanera, comandada pel Brigadier Reginald Savory i encarregada de capturar el Pas de Halfaya, inicià a dirigir-se cap al seu objectiu.
Al capdamunt de l'escarpa hi havia el Halfaya Group, format pel 2n batalló dels Queen's Own Cameron Highlanders, els 13 tancs (12 Matildas i un lleuger) de l'Esquadró C del 4t Regiment Reial de Tancs (que anteriorment havia capturat el Pas de Halfaya durant l'operació Brevetat), i un batalló d'artilleria del 31è Regiment de Camp. Al seu est, i per sota del cim de l'escarpa hi havia el 1r Batalló del 6è Rajputana Rifles i el 2n batalló del 5è d'infanteria lleugera Mahratta i tropes de l'Esquadró A del 4t Regiment Reial de Tancs, així com alguns canons de 25 lliures.
A les 05:40, l'artilleria britànica del Grup Halfaya hauria d'haver obert foc de cobertura per l'avanç dels tancs i infanteria britànics segons estava programat, però no va poder-ho fer per la sorra. Després d'esperar fins a les 6.00 h, un quart d'hora després que la lluita comencés a l'oest, el comandant de l'Esquadró C, Major C.G. Miles, ordenà atacar als seus tancs, però els canons antitanc dels defensors italo-alemanys van obrir foc i, poques hores després, tots els tancs havien estat destruïts (incloent el del mateix Miles), quedant només un únic tanc lleuger i un Matilda. Els Cameron Highlanders inicialment van continuar amb el seu avanç, però ben aviat van haver de recular davant un destacament d'infanteria motoritzada.
Les forces britàniques de sota l'escarpa no estaven gaire millor, amb 4 Matildas destruïts per mines antitanc en una zona suposadament neta; això bloquejà als altres dos i reduí la força dels tancs per actuar davant de les posicions defensives. Els Rajputana Rifles i els Mahrattas van realitzar diverses temptatives per arribar fins al pas, però van ser rebutjats a cada intent; perdent al seu comandant, Colonel P.R.H. Skrine, en el darrer atac.

#### Conquesta de Fort Capuzzo
Al centre, el 7è Regiment Reial de Tancs va arribar a Fort Capuzzo al vespre i atacà als defensors que es retiraven cap al nord per unir-se a la 15a Divisió Panzer que s'estava entre ells i Bardia. Poc després, però, van haver d'enfrontar-se a diversos contraatacs d'un batalló del 8è Regiment Panzer. Després que se'ls unís la 22a Brigada de Guàrdies, van haver d'encarar cap a les 18:30 el major i darrer contraatac, però aconseguiren rebutjar-lo. A partir d'aquell moment ja no hi hagué més atacs seriosos, ja que Rommel no volia llençar la 15a Divisió al combat sense tenir informació addicional de la situació. En canvi, la tàctica principal del 8è Regiment Panzer era atacar lleugerament i després fugir en desordre per portar als tancs Matilda a una trampa, on eren abatuts dels canons antitanc. Davant de la captura anglesa de Capuzzo, i amoïnat per un possible atac sobre Sollum i Bardia, Rommel ordenà a la 5a Divisió Lleugera que es dirigís a Sidi Azeiz perquè es preparés per a un possible contraatac.
Excepte les unitats que havien estat destacades per donar suport a l'atac a Halfaya, el 4t Regiment Reial de Tancs va ser situat per cobrir el flanc del 7è Regiment Reial de Tancs. Mentre que l'Esquadró B va ser mantingut en reserva, els 12 tancs de l'Esquadró A van tenir èxits inicials a la Posició de Batalla (PB) 38, capturant 200 presoners i 8 canons, virtualment sense patir pèrdues. No obstant, aquests guanys van ser perduts quan l'Esquadró A va ser rebutjat a la PB 206 i els alemanys contraatacaren a la PB 38. Al vespre, després que l'Esquadró A es retirés amb només un tanc, els 16 tancs de l'Esquadró B entraren en acció i el BP 206 va ser capturat.
En la consecució d'aquests objectius, els britànics capturaren uns 500 presoners alemanys i italians. Aquella nit, el 2n de Guàrdies Escocesos, un batalló de la 22a Brigada de la Guàrdia, pogué avançar cap a l'est, capturant una posició a Musaid.

#### L'assalt a Hafid Ridge
A l'oest, la 7a Brigada Blindada havia situat el 2n Regiment Reial de Tancs, equipat amb tancs desfasats, davant del 6è Regiment Reial de Tancs, per tal que els Crusader amb què anava equipat fossin una sorpresa pels alemanys.
El grup arribà a les arestes de Hafid cap a les 09:00. Després que el 2n Regiment travessés el primer pas, van ser atacats a boca de canó en un punt negre, destruint dos tancs A9 abans que la resta pogués retirar-se. Això comportà un seriós problema per la brigada, perquè els tancs anaven armats amb el canons anti-tanc de 2 lliures, que no disposaven dels projectils d'alt explosiu necessaris per enfrontar-se amb efectivitat a la infanteria i a l'artilleria. A més, el suport artiller no va ser immediat, perquè estava destinat al Grup de Suport al sud-oest, cobrint el flanc de la 7a Brigada.
Com que una atac frontal era impossible, es decidí provar un atac pel flac mentre s'esperava l'arribada de l'artilleria. Un petit grup de tancs del 2n Regiment Reial de Tancs va ser enviat a la part occidental de les muntanyes amb ordres d'internar-se per la primera vall. L'atac en un inici anava bé, i els tancs van aconseguir prendre per sorpresa a les tropes de l'Eix, aconseguint metrallar les seves trinxeres, perdent només un tanc en el procés. Mentre que s'apropaven al punt 208 mentre que es dirigien cap a l'est, el seu comandant s'adonà de les fortificacions, ordenant a la seva unitat que es dispersés; però a causa d'una mancança d'equipament, només un tanc per secció anava equipat amb ràdio, i 5 dels tancs, que no van rebre l'ordre, van continuar cap al Punt 208 sent destruïts pels canons de 88mm allà emplaçats.
Poc després arribaren informes segons els quals els tancs alemanys s'apropaven i es donà l'ordre de netejar les muntanyes per tal d'usar l'avantatge del terreny per a la propera batalla de tancs. A les 17:30, arribaren informes dels observadors d'avantguarda conforme les defenses es retiraven del Pas de Hafid. Semblava que era el moment ideal per llançar-se a l'atac, ordenant-se a l'Esquadró B del 6è Regiment que ataqués. Després de netejar el primer pas, semblava que, com que els informes eren acurats, l'artilleria alemanya estava sent desplaçada cap a la segona cresta. Començava la persecució, però com que els britànics encara estaven netejant el segon pas, les forces de l'Eix tancaren la seva trampa i dispararen sobre els Crusaders a boca de canó, destruint-ne 11 i danyant greument a 6 més en minuts. No obstant això, la infanteria i els canons antitanc de l'Eix, tot i trobar-se atrinxerats, també van patir un al nombre de baixes.
Va ser en aquell moment quan uns 30 tancs alemanys d'un batalló del 5è Regiment Panzer, que es trobaven estacionats al nord de Sidi Azeiz, començaven a arribar des de l'oest. La 7a Brigada Blindada començà a retirar-se.

#### Final del primer dia i plans pel segon

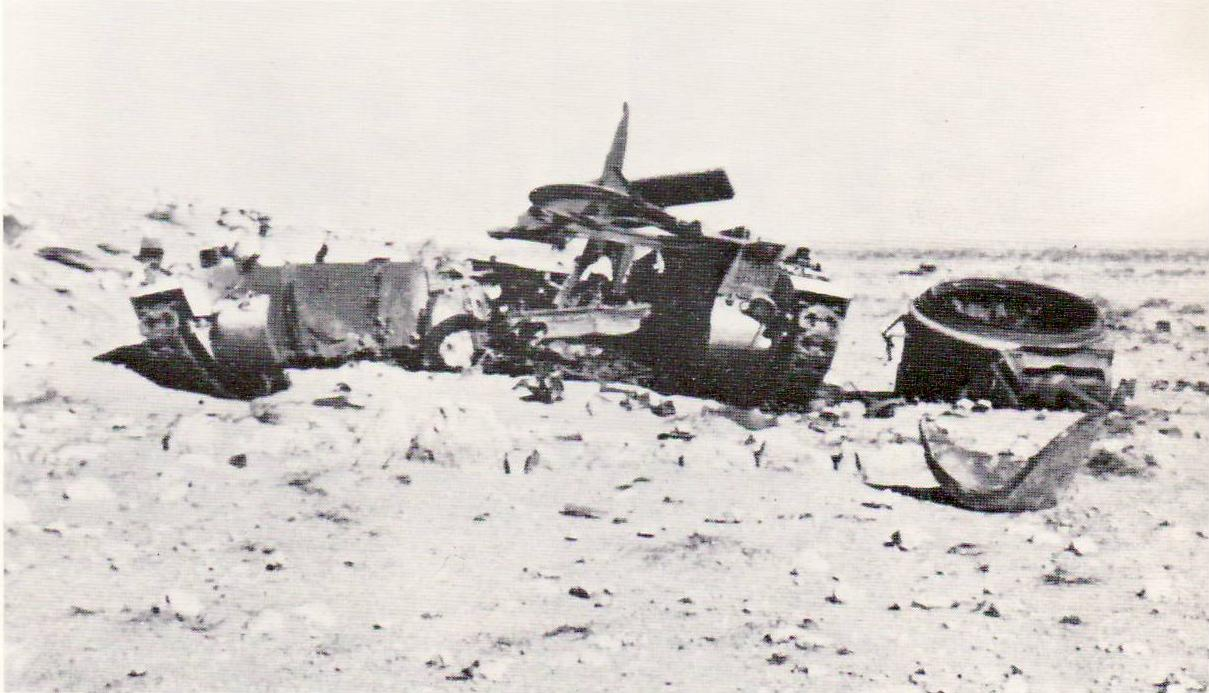
Un tanc Matilda de l'Esquadró C del 4t Regiment Reial de Tancs convertit en ferralla després de rebre diversos impactes directes

Al vespre del primer dia, Fort Capuzzo estava en mans britàniques, mentre que el Pas de Halfaya i les muntanyes de Hafid seguien en mans de l'Eix.
Durant l'atac, els britànics havien perdut un nombre significatiu de tancs. El 2n Regiment Reial de Tancs havia perdut 28 tancs, mentre que al 6è Regiment només li quedaven 20 dels seus 50 Crusaders (a més cal anotar que molts només estaven danyats i es podien reparar, però van quedar abandonats al camp i van ser recollits pels equips de recuperació alemanys). La 4a Brigada Blindada, de la seva flota original d'un centenar de Matildas, va quedar reduïda a només 37 operatius. Les pèrdues alemanyes en blindats van ser insignificants, si bé havien tingut pèrdues significatives entre les tropes de guarnició del Pas de Hafid, el Punt 206 i Fort Capuzzo.
El pla de Beresford-Peirse per a l'endemà era que l'11 Brigada d'infanteria continués el seu atac pel Pas de Halfaya, la 22a de Guàrdies mantingués la seva posició, i que la 4a Brigada blindada reforcés la 7a Brigada Blindada, perquè així totes dues combinades poguessin superar la 5a Divisió Lleugera alemanya.
Gràcies al seu servei d'interceptació, Rommel tenia una imatge prou clara de la situació britànica, incloent les seves pèrdues, problemes i les noves ordres despatxades. La primera preocupació de Rommel era que les seves tropes situades al Pas de Halfaya havien quedat atrapades entre la 22a Brigada de Guàrdies per un costat i l'11 Brigada d'infanteria per l'altre, i anaven curts de subministraments. El seu pla era que la 5a Divisió Lleugera, que a mitjanit gairebé ja havia arribat a Sidi Azeiz, girés cap al sud fins a Sidi Omar i llavors a l'est fins Sidi Suleiman, i finalment al nord-est fins al Pas de Halfaya, apropant-se a l'11 Brigada per la rereguarda. Per tal d'evitar que els Matildes es poguessin tornar a desplegar, tant per reforçar la 7a Brigada Blindada com planejava Beresford-Peirse o per assistir les forces britàniques a Halfaya, ordenà que ataqués Capuzzo. Ordenà especialment que els que els atacs s'iniciessin quan encara era fosc, perquè els britànics volien començar les seves operacions poc després de l'albada.

### Dia 2: 16 de juny

#### Cap progrés al Pas de Halfaya
L'11 Brigada d'infanteria renovà el seu atac sobre el Pas de Halfaya, però no aconseguí res millor que el dia anterior. Les forces de Bach, que eren inferiors en nombre i anaven curtes de subministraments, ja es trobaven completament envoltades, i no podien retirar-se encara que volguessin. Masservy, veient la seva manca de progressos, no va fer cas de les ordres de Beresford-Peirse per alliberar els seus tancs i decidí quedar-se amb els pocs Matildas que tenia fins que es pogués obrir alguna escletxa a les defenses de l'Eix.

#### Contraatac alemany rebutjat a Capuzzo
Neumann-Silkow inicià el seu atac sobre la posició britànica a Fort Capuzzo a les 06:00. Organitzà el 18 tancs de què disposava en dues columnes i atacà Capuzzo des d'ambdós costats. L'atac no va anar bé des de l'inici, amb la 15a Divisió Panzer dirigint-se directament cap als canons de 25 lliures que havien arribat durant la nit i als Matildas que es trobaven atrinxerats. A les 10:00, la 15a Divisió Panzer havia perdut 50 dels seus tancs, i a les 12:00 van haver de retirar-se. Poc després que els alemanys es retiressin, els Guàrdies Escocesos van avançar cap a l'oest, capturant les casernes de Sollum per evitar que les forces alemanyes poguessin flanquejar des de l'est o enllaçar amb la guarnició de Halfaya.

#### Transcurs de la batalla al flanc occidental
Començant a l'alba, la 5a Divisió Lleugera inicià l'avanç cap al sud, passat el pas occidental de les muntanyes de Hafid. La 7a Brigada Blindada va mantenir el pas a l'est, unint-se al 7è Grup de Suport mentre que les dues forces s'apropaven a Sidi Omar.
Durant l'avanç, els tancs britànics van obtenir algunes victòries contra els desarmats vehicles de transport alemanys, però es van trobar en desavantatge significatiu cada cop que s'enfrontaven amb els panzers, que usaven unes tàctiques extremadament efectives contra ells. Els Panzer IV, armats amb canons de 75mm, amb un radi d'acció efectiu d'uns 2.750m podien obrir foc sense estar dins dels 460m als que només arribaven els canons de 2 lliures britànics. Mentre que això causava danys mínims als tancs britànics, delmava la seva artilleria de 25 lliures, que podia veure's obligada a retirar-se. Sense artilleria britànica de la qual hagués d'amoïnar-se, els Panzer IV i els Panzer III (armats amb canons de 50mm) podien apropar-se molt més que els seus adversaris britànics. Si els tancs britànics provaven d'avançar per enfrontar-se als panzers, aquests podrien retirar-se fins a una pantalla pre-establerta de canons anti-tanc, mentre que vehicles blindats lleugers s'apropaven pels flancs. Per empitjorar la situació a la 7a Brigada blindada, els seus tancs van tenir moltes panes.
Al vespre, ambdós regiments de la 7a Brigada Blindada s'havien retirat fins a l'est de la frontera de filat i el 7è Grup de Suport es retirà encara més. A les 19:00, mentre que queia el crepuscle, la 5a Divisió Lleugera encara va afeblir més la 7a Brigada Blindada amb un fort atac que només acabà quan era completament fosc.

#### Final del segon dia i plans pel tercer
Rommel, que tenia grans esperances posades en els combats entre la 7a Brigada Blindada i la 5a Divisió Lleugera, decidí intentar una amenaça complerta contra la 7a Brigada. A les 16:00 ordenà que la 15a Divisió Panzer deixés pocs elements en la seva posició al nord de Fort Capuzzo i es dirigís cap al flanc nord de la 5a Divisió Lleugera estava pressionant cap a l'est cap a Sidi Suleiman. Esperava tallar la retirada de la major part de les forces britàniques, encerclant-les i eliminant-les.
Al vespre, Wavell va volar cap al quarter general de Beresford-Peirse per tal de ser més capaç de prendre qualsevol gran decisió. Però quan arribà, Beresford-Peirse havia marxat, trobant-se amb Messervy i amb Creagh, confirmant les seves ordres de mantenir el seu atac sobre Halfaya i mantenir Capuzzo mentre que la 5a Brigada Blindada s'unia a la 7a Brigada Blindada per enfrontar-se als panzers de la 5a Divisió Lleugera a l'oest. Aquella nit, en assabentar-se dels avanços de la 5a Divisió Lleugera, el general Messervy va prendre la iniciativa i ordenà retirar-se a les seves tropes; per facilitar-ho, ordenà que els Matildas que quedaven a la 4a Brigada Blindada formessin una pantalla defensiva per protegir la infanteria que es retirava dels avanços dels panzers a l'oest.
En termes de forces, la 7a Brigada Blindada havia perdut més de la meitat dels tancs de creuer que tenia el primer dia, quedant-li només 21 tancs disponibles. La 4a Brigada Blindada no estava pas gaire millor, havent quedat reduïda a només 17 Matildas.

### Dia 3: 17 de juny – Els britànics fugen de l'encerclament
A les 4:30, els panzers de Rommel van iniciar el seu avanç. La 5a Lleugera va contactar amb la 7a Brigada Blindada a les 06:00 i començà a fer-la retrocedir. Cap a les 08:00, ja havien arribat a Sidi Suleiman. A Capuzzo, els moviments de primera hora del matí de la 15a Divisió Panzer deixaren Messervy al creure que era imminent d'un altre atac, i també cancel·laren les ordres de Beresford-Peirse perquè la 4a Brigada Blindada reforcés la 7a i es pogués mantenir la posició. La combinació d'ambdós successos va alarmar a Creagh, que envià un missatge a Beresford-Peirse, demanant la seva presència per instruccions; Wavell, que es trobava amb Beresford-Peirse, va prendre el comandament de l'operació i esbossà un pla pel comandament de Creagh a Halfway House. Aquest pla també va ser interceptat pels alemanys, i Rommel escriuria posteriorment:
| « | Sonava sospitós que el comandant britànic no se sentís capaç de conduir la situació. Ara era obvi que en el seu estat, els britànics no començarien res, i per tant, vaig deicidir avançar cap a Halfaya. | » |

En aquells moments, la 5a Divisió Lleugera i la 15a Divisió Panzer, avançant des del sud-oest i el nord-oest respectivament, es trobaven a només 9 milles de Halfaya. A les 10:00, mentre que les divisions Panzer avançaven, van enfrontar-se als Matildas que encara quedaven a la 4a Brigada Blindada. Els blindats havien format una pantalla per protegir la 22a Brigada de Guàrdies i l'11a Brigada Índia d'Infanteria, mentre que es retiraven cap a Halfway House.
A les 10:45, Merresvy contactà amb Creagh per ràdio, i parlant en indostànic per motius de seguretat, l'informà que havia ordenat a la seva infanteria que es retirés de Capuzzo i Halfaya, i que s'iniciaria a les 11:00. A migdia, Wavell i Beresford-Peirse van arribar a Halfway House i van assabentar-se de les ordres donades per Messervy, que van ser aprovades per Wavell.
A les 16:00, la 22a de Guàrdies havia escapat fins a posicions segures.

## Després de la batalla
Amb les forces britàniques i sense reserves disponibles, Rommel tenia les portes obertes d'Egipte. No obstant, donada la posició crítica dels seus subministraments i l'amenaça contínua a la seva rereguarda que constituïa la guarnició de Tobruk, van fer que no provés d'explotar el seu èxit.

## Baixes
Les baixes humanes en ambdós bàndols van ser relativament baixes: els aliats havien tingut 969 baixes, amb 122 morts, 588 ferits i 259 desapareguts. Els alemanys havien tingut 678 baixes, amb 93 morts, 350 ferits i 235 desapareguts, mentre que els italians van patir 592 baixes en total.
En el transcurs de la batalla, les pèrdues de blindats van ser majors pels britànics, que van perdre 91 tancs (27 creuers i 64 Matildas), tant per accions enemigues com per errors mecànics, mentre que l'Eix amb prou feines n'havien perdut 50, sense incloure els tancs que van ser reparats en el transcurs de la mateixa batalla. A més, com que finalment van ser els alemanys qui van controlar el camp de batalla, van poder recuperar tots els vehicles danyats, tant propis com aliats, de manera que finalment només van perdre 12 tancs.
En termes aeronàutics, els britànics van tenir unes pèrdues molt superiors a les dels alemanys o els italians. Havien perdut 33 caces i 3 bombarders, en comparació a la pèrdua de 10 avions alemanys. El motiu principal per a aquestes pèrdues de la RAF, segons informà el Mariscal de l'Aire Tedder, va ser la mancança de suficients pilots entrenats i la necessitat d'efectuar contínuament cobertures aèries; per tal de tenir caces volant en tot moment, cadascuna de les patrulles era relativament feble.

### Conseqüències polítiques
Winston Churcill va quedar molt disgustat amb els resultats de l'Operació Destral de Guerra. No esperava menys que un èxit complet en l'operació, i en comptes d'això, les notícies que rebé no van ser simplement que l'operació havia fracassat, sinó que a més un gran nombre dels tancs que havia enviat específicament s'havien perdut.
Churchill volia a Wavell fora d'escena, però no podia fer-ho sense que semblés que l'estava castigant, ja que molts no dubtarien a defensar el Comandant en Cap i la culpa podria tornar a Londres; tampoc no el podia fer tornar cap a Londres, doncs podrien alçar-se interrogants incòmodes. Finalment, Churchill semblà que trobà una solució elegant al problema, intercanviant-li el destí amb el de l'home que volia que s'ocupés del Desert Occidental, el General Claude Auchinleck, llavors Comandant en Cap de l'Exèrcit Indi. Amb Wavell també marxà, que va ser substituït per William Gott.
Beresford-Peirse va ser criticat tant pel seu pla com pel control de l'operació, i el 4 d'octubre va ser enviat al Sudan com a Comandant en Cap, substituint al general William Platt, que va ser promogut al càrrec de Comandant en Cap del nou Comandament de l'Àfrica Oriental. Beresford-Peirse va ser substituït com a comandant del XIII Cos pel Tinent General Reade Godwin-Austen, que va ser promogut des de la seva comandància de la 12a Divisió Africana a la Campanya d'Àfrica Oriental.